# Ленинградский проспект (Ярославль)
Ленингра́дский проспе́кт (бывшее Ленинградское шоссе) — проспект в северной части города Ярославля и основная её транспортная артерия. Начинается от пересечения проспекта Октября, улицы Полушкина Роща и Тутаевского шоссе, проходит через районы Редковицыно, Брагино, Пашуково, и заканчивается пересечением с Большой Норской улицей около Норского. Продолжением проспекта является трасса Р151 (Ярославль — Рыбинск). Самая длинная улица в Ярославле.
В границах Брагина проспект имеет разделительную полосу, благоустроен по бокам зелёными насаждениями и параллельными дорогами для заезда в микрорайоны, средней шириной в 150 м. С 1990-х годов планируется расширение проспекта в границах Пашукова, пока не реализованное, ввиду плохого экономического состояния Ярославля.

## История
В первой половине 1960-х годов вместе с началом строительства Северного жилого района была проложена новая улица, дублирующая старинную Романовскую дорогу (Тутаевское шоссе). Улица изначально была спланирована как магистраль общегородского значения, связывающая новый район с центром города, с организацией автобусного и троллейбусного движения.
В июле 1965 года улице присвоено название Ленинградское шоссе по случаю празднования 20-летия победы в Великой Отечественной войне. Выбор названия объясняли примерным направлением улицы к городу Ленинграду. В феврале 1972 года шоссе, ставшее парадной магистралью Брагина, переименовали в Ленинградский проспект, «учитывая значение его в формировании Северного жилого района» (формулировка из постановления городского совета).

## Здания и сооружения
- №18а — Спортивный комплекс «Триумф»
- № 33 лит Е — ТЦ «Омега»
- № 35 к1 — Недостроенное троллейбусное депо
- № 37 — АО «Яргорэлектротранс»
- № 43 — Ярославский велодром
- № 49а — ТЦ «Космос»
- № 50 — Администрация Дзержинского района
- № 50а — ТЦ «Магнит Семейный»
- № 54а — ТЦ «Лента»
- № 58а — Детский сад №111
- № 65а — ТЦ «Звёздный»
- № 85а — Клиника «Альфа-Центр Здоровья»
- № 93в — Парк аттракционов «30-летия Победы»
- № 97а — Церковь Тихона патриарха в Брагине, церковь иконы Божией Матери «Нечаянная радость»
- № 99а — Детский сад №183 «Радуга»
- № 111 — Детский сад №49 «Виктория»
- № 113а — Детский сад №81 «Росточек»
- № 117к2 — Библиотека-филиал № 15 имени М. С. Петровых
- № 123 — ТЦ «Альтаир»